# Chaoyang, Beibei
Chaoyang (kinesiska: 朝阳) är ett stadsdelsdistrikt i sydvästra Kina. Det ligger i stadsdistriktet Beibei  i storstadsområdet Chongqing, omkring 33 kilometer nordväst om det centrala stadsdistriktet Yuzhong. Antalet invånare är 38 127. Befolkningen består av 19 524 kvinnor och 18 603 män. Barn under 15 år utgör 9,0 %, vuxna 15-64 år 77 %, och äldre över 65 år 12,0 %.